# Reinbek
Reinbek  é uma cidade da Alemanha localizada no distrito de Stormarn, estado de Schleswig-Holstein. Está situada no norte do país perto de Hamburgo.
|  |

## quartos
- Alt-Reinbek
- Hinschendorf
- Schönningstedt
- Neuschönningstedt
- Ohe
- Büchsenschinken